# 瓦伊拉泰
瓦伊拉泰（義大利語：Vailate），是意大利克雷莫纳省的一个市镇。总面积9平方公里，人口4518人，人口密度502.0人/平方公里（2009年）。国家统计（ISTAT）代码为019112。